# Forældrestemmen
Forældrestemmen er en dansk interesseorganisation for alle forældre.

## Formål, historie og arbejde
Foreningens formål er at støtte og fremme børn og unges trivsel i hverdagen.
Foreningen blev stiftet d. 6. februar 2019 i Aarhus med et ønske om at skabe større engagement blandt forældre og dermed forbedre forholdene på tværs af vuggestuer, børnehaver, skoler og ungdomsuddannelser. I opstartsåret har der især været fokus på minimumsnormeringer, nationale test og skolefoto
Janus Boye er formand.